# Republica (band)
 For alternative betydninger, se Republica. (Se også artikler, som begynder med Republica)
Republica er en Rockgruppe fra Storbritannien. Gruppen havde et hit med nummeret "Ready To Go". Gruppen blev dannet i 1994.
| Musikgruppe | Spire Denne artikel om en britisk musikgruppe er en spire som bør udbygges. Du er velkommen til at hjælpe Wikipedia ved at udvide den. |